# Läntinen Pihlajasaari

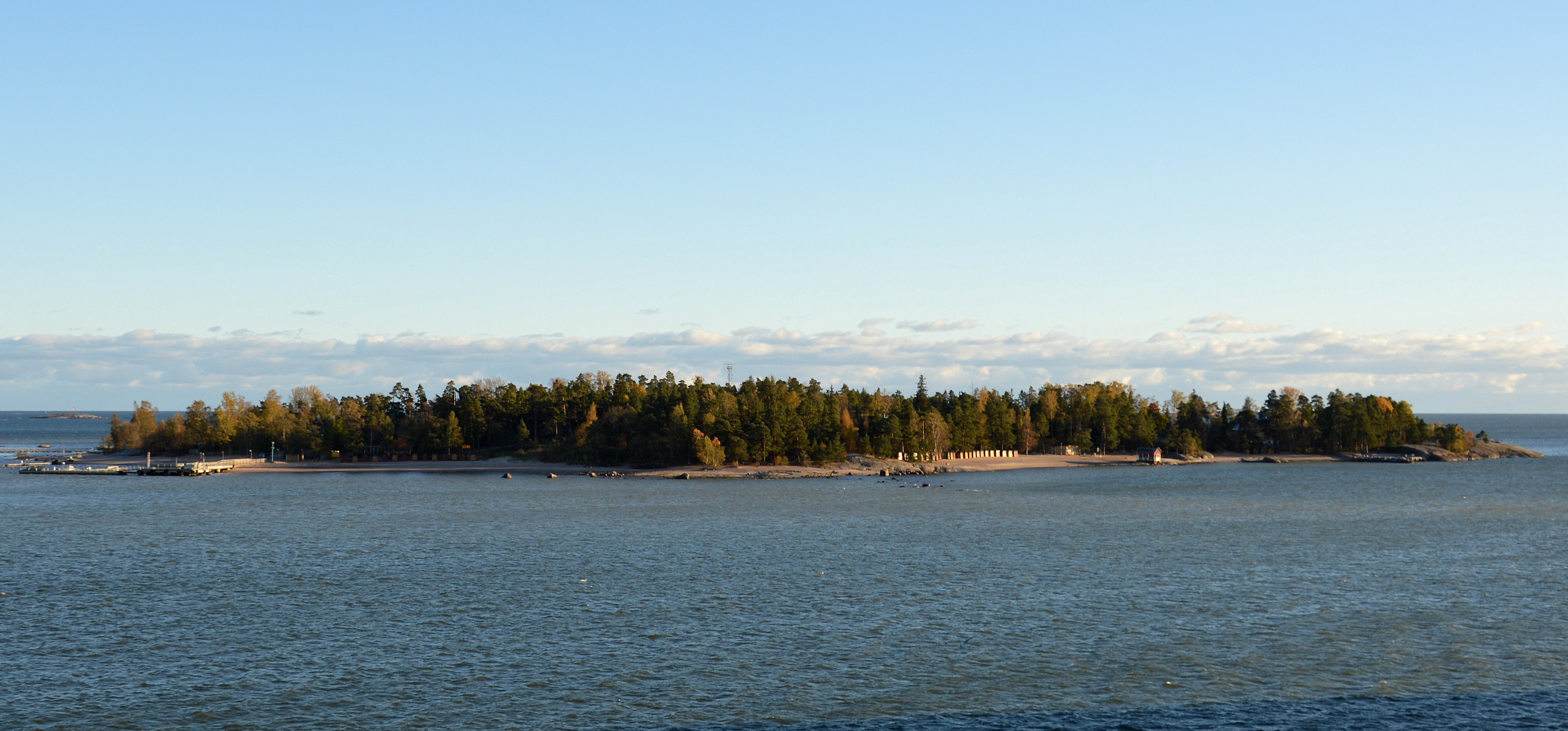
Läntinen Pihlajasaari

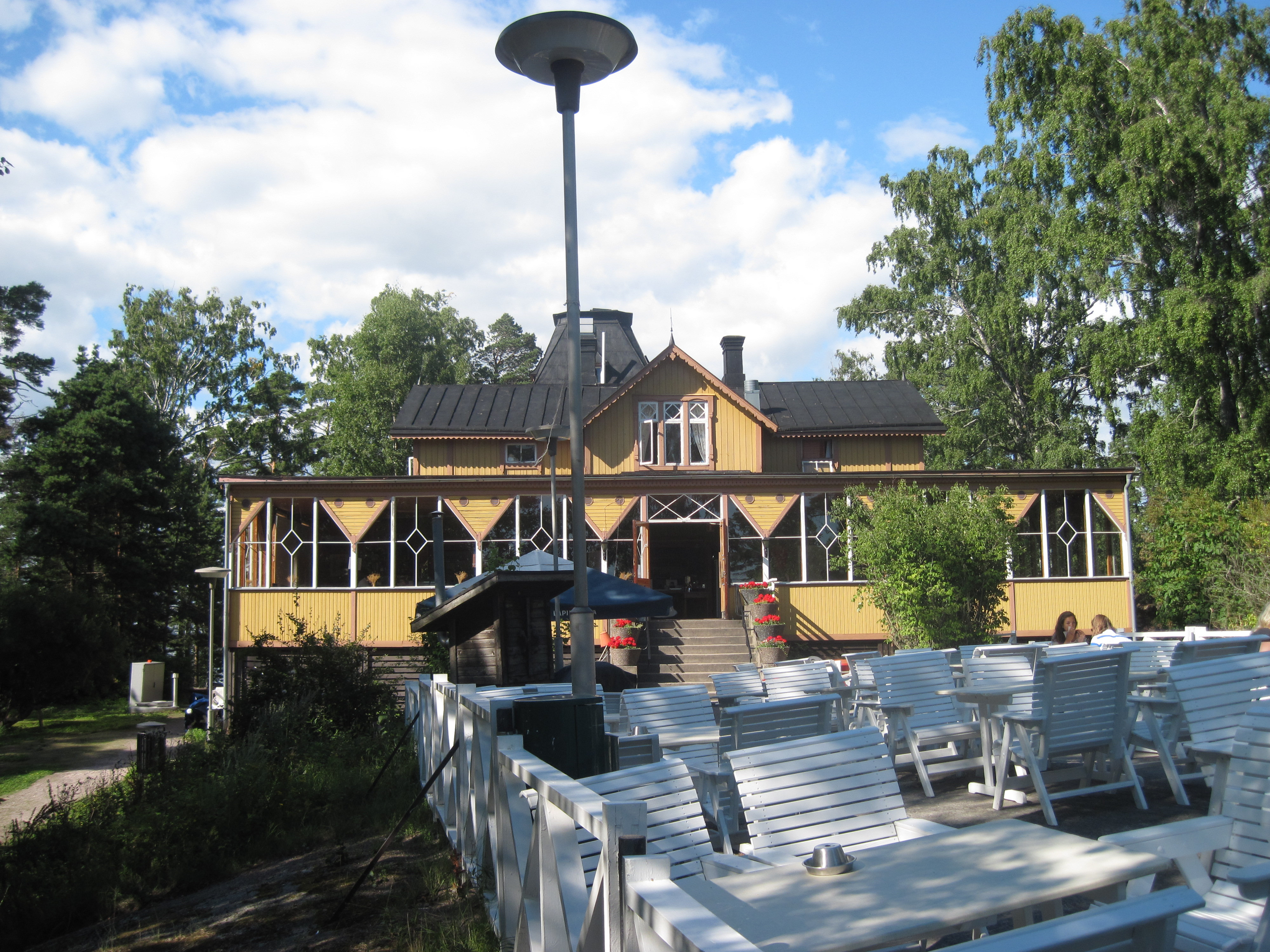
Villa Hällebo

Läntinen Pihlajasaari (finnisch) oder Västra Rönnskär (schwedisch) ist eine im Stadtgebiet von Helsinki gelegene Insel im Finnischen Meerbusen (Ostsee).
Die Insel ist Teil der Inselgruppe Pihlajasaari und gehört zum Teilgebiet Länsisaaret des Stadtteils Ulkosaaret der finnischen Hauptstadt Helsinki. Von deren Zentrum ist sie etwa 4 km entfernt. Westlich von ihr verläuft der Seeweg zum nur wenige hundert Meter nördlich gelegenen Hafen von Helsinki. Ihre Nord-Süd-Ausdehnung beträgt etwa 520 m, die Ost-West-Ausdehnung etwa 460 m. Nur 50 m nordöstlich liegt die Insel Itäinen Pihlajasaari, zu der eine Brücke führt. Ebenfalls über eine Brücke ist die östlich liegende kleine Insel Vadelmakupu zu erreichen. Nördlich liegt die Schäre Lasimestarinletto; östlich bzw. südöstlich liegen die kleinen Inseln Pihlajakari und Pihlajaletto.
Im Norden Läntinen Pihlajasaaris bestehen Bootsanleger. Dort halten auch zum öffentlichen Personennahverkehr Helsinkis gehörende Wasserbusse. Nahe dem Westufer der Insel befindet sich in einer alten Villa das Restaurant Pihlajasaari. Die Insel ist Teil eines Naherholungsgebietes. Sie verfügt über Badestrände, einen Zeltplatz, Joggingwege und Grillplätze. An ihrer Südseite befindet sich eine Sauna.
1883 wurde die heute als Restaurant genutzte Villa vom Architekten Sjöström als Villa Hällebo errichtet, der sie bis 1885 selbst nutzte. 1929 erfolgte die Umnutzung zu einem Restaurant.
Im Umfeld der Insel kam es zu mehreren Schiffsunglücken. So sank südöstlich der Insel am 28. August 1890 das von Reval kommende Schiff Amanda. 50 m südöstlich der Insel liegt in 4 m Tiefe ein Schiffswrack. Das nur in Resten erhaltene Schiffswrack ist 13 m lang und 6 m breit. Es wurden auch Kanonenkugeln gefunden. Es wird vermutet, dass es sich um die Reste eines englischen Schiffs handelt, das 1855 bei der Belagerung von Viapori sank. Andere Angaben vermuten ein bereits am 21. Juli 1756 gesunkenes russisches, mit Kriegsmaterial beladenes Schiff. Ein weiteres Wrack befindet sich südlich der Insel.